# Selección de fútbol de Camboya
La selección de fútbol de Camboya (en camboyano: ក្រុមបាល់ទាត់ជម្រើសជាតិកម្ពុជា) es el equipo representativo de este país en las competiciones oficiales. Su organización está a cargo de la Federación de Fútbol de Camboya y pertenece a la AFC. Antes fue conocida como la selección nacional de fútbol de la República Khmer desde el año 1970 hasta 1975. El equipo fue fundado en 1933.
Su mayor logró fue obtener el cuarto lugar en la Copa Asiática de 1972. Nunca ha clasificado a un mundial y algunas veces no se ha inscrito para las eliminatorias.
Luego de 2004 el equipo volvió a clasificar al campeonato del sudeste de Asia (antes llamada Copa del Tigre), ahora en 2016, la selección clasificó con puntaje perfecto en la clasificación ganando sus 3 partidos, primero 2-1 ante Laos, quitando una racha negativa de derrotas consecutivas ante dicha selección, luego goleó a Brunéi 3-0, y para culminar su clasificación ganó por un sufrido 3-2 ante Timor Oriental y volvió al Campeonato del Sur de Asia luego de 8 años y 4 ediciones de dicho campeonato, jugará en el Grupo B junto a los locales Myanmar, y frente a Malasia y Vietnam.

## Estadísticas

### Copa Mundial de Fútbol
| Copa Mundial de Fútbol | Copa Mundial de Fútbol  | Copa Mundial de Fútbol  | Copa Mundial de Fútbol  | Copa Mundial de Fútbol  | Copa Mundial de Fútbol  | Copa Mundial de Fútbol  | Copa Mundial de Fútbol  |
| Año                    | Ronda                   | J                       | G                       | E                       | P                       | GF                      | GC                      |
| ---------------------- | ----------------------- | ----------------------- | ----------------------- | ----------------------- | ----------------------- | ----------------------- | ----------------------- |
| 1930 - 1954            | No existía la selección | No existía la selección | No existía la selección | No existía la selección | No existía la selección | No existía la selección | No existía la selección |
| 1958 - 1994            | No participó            | No participó            | No participó            | No participó            | No participó            | No participó            | No participó            |
| 1998                   | No clasificó            | No clasificó            | No clasificó            | No clasificó            | No clasificó            | No clasificó            | No clasificó            |
| 2002                   | No clasificó            | No clasificó            | No clasificó            | No clasificó            | No clasificó            | No clasificó            | No clasificó            |
| 2006                   | No participó            | No participó            | No participó            | No participó            | No participó            | No participó            | No participó            |
| 2010                   | No clasificó            | No clasificó            | No clasificó            | No clasificó            | No clasificó            | No clasificó            | No clasificó            |
| 2014                   | No clasificó            | No clasificó            | No clasificó            | No clasificó            | No clasificó            | No clasificó            | No clasificó            |
| 2018                   | No clasificó            | No clasificó            | No clasificó            | No clasificó            | No clasificó            | No clasificó            | No clasificó            |
| 2022                   | No clasificó            | No clasificó            | No clasificó            | No clasificó            | No clasificó            | No clasificó            | No clasificó            |
| 2026                   | No clasificó            | No clasificó            | No clasificó            | No clasificó            | No clasificó            | No clasificó            | No clasificó            |
| 2030                   | Por disputarse          | Por disputarse          | Por disputarse          | Por disputarse          | Por disputarse          | Por disputarse          | Por disputarse          |
| Total                  | 0/23                    | -                       | -                       | -                       | -                       | -                       | -                       |

### Copa Asiática
| Copa Asiática        | Copa Asiática | Copa Asiática | Copa Asiática | Copa Asiática | Copa Asiática | Copa Asiática | Copa Asiática |
| Año                  | Ronda         | J             | G             | E             | P             | GF            | GC            |
| Como Camboya         | Como Camboya  | Como Camboya  | Como Camboya  | Como Camboya  | Como Camboya  | Como Camboya  | Como Camboya  |
| -------------------- | ------------- | ------------- | ------------- | ------------- | ------------- | ------------- | ------------- |
| 1956                 | No clasificó  | No clasificó  | No clasificó  | No clasificó  | No clasificó  | No clasificó  | No clasificó  |
| 1960                 | Se retiró     | Se retiró     | Se retiró     | Se retiró     | Se retiró     | Se retiró     | Se retiró     |
| 1964                 | Se retiró     | Se retiró     | Se retiró     | Se retiró     | Se retiró     | Se retiró     | Se retiró     |
| 1968                 | No clasificó  | No clasificó  | No clasificó  | No clasificó  | No clasificó  | No clasificó  | No clasificó  |
| Como República Jemer |               |               |               |               |               |               |               |
| 1972                 | Cuarto lugar  | 5             | 1             | 1             | 3             | 8             | 10            |
| 1976                 | No participó  | No participó  | No participó  | No participó  | No participó  | No participó  | No participó  |
| Como Kampuchea       |               |               |               |               |               |               |               |
| 1980                 | Se retiró     | Se retiró     | Se retiró     | Se retiró     | Se retiró     | Se retiró     | Se retiró     |
| 1984                 | No participó  | No participó  | No participó  | No participó  | No participó  | No participó  | No participó  |
| 1988                 | No participó  | No participó  | No participó  | No participó  | No participó  | No participó  | No participó  |
| 1992                 | No participó  | No participó  | No participó  | No participó  | No participó  | No participó  | No participó  |
| Como Camboya         |               |               |               |               |               |               |               |
| 1996                 | No participó  | No participó  | No participó  | No participó  | No participó  | No participó  | No participó  |
| 2000                 | No clasificó  | No clasificó  | No clasificó  | No clasificó  | No clasificó  | No clasificó  | No clasificó  |
| 2004                 | No participó  | No participó  | No participó  | No participó  | No participó  | No participó  | No participó  |
| 2007                 | No participó  | No participó  | No participó  | No participó  | No participó  | No participó  | No participó  |
| 2011                 | No clasificó  | No clasificó  | No clasificó  | No clasificó  | No clasificó  | No clasificó  | No clasificó  |
| 2015                 | No clasificó  | No clasificó  | No clasificó  | No clasificó  | No clasificó  | No clasificó  | No clasificó  |
| 2019                 | No clasificó  | No clasificó  | No clasificó  | No clasificó  | No clasificó  | No clasificó  | No clasificó  |
| 2023                 | No clasificó  | No clasificó  | No clasificó  | No clasificó  | No clasificó  | No clasificó  | No clasificó  |
| 2027                 | No clasificó  | No clasificó  | No clasificó  | No clasificó  | No clasificó  | No clasificó  | No clasificó  |
| Total                | 1/19          | 5             | 1             | 1             | 3             | 8             | 10            |

## Torneos regionales

### Campeonato de Fútbol de la ASEAN
| Campeonato de Fútbol de la ASEAN | Campeonato de Fútbol de la ASEAN | Campeonato de Fútbol de la ASEAN | Campeonato de Fútbol de la ASEAN | Campeonato de Fútbol de la ASEAN | Campeonato de Fútbol de la ASEAN | Campeonato de Fútbol de la ASEAN | Campeonato de Fútbol de la ASEAN |
| Año                              | Ronda                            | J                                | G                                | E                                | P                                | GF                               | GC                               |
| -------------------------------- | -------------------------------- | -------------------------------- | -------------------------------- | -------------------------------- | -------------------------------- | -------------------------------- | -------------------------------- |
| 1996                             | Fase de grupos                   | 4                                | 0                                | 0                                | 4                                | 1                                | 12                               |
| 1998                             | No clasificó                     | No clasificó                     | No clasificó                     | No clasificó                     | No clasificó                     | No clasificó                     | No clasificó                     |
| 2000                             | Fase de grupos                   | 4                                | 1                                | 0                                | 3                                | 5                                | 10                               |
| 2002                             | Fase de grupos                   | 4                                | 1                                | 0                                | 3                                | 5                                | 18                               |
| 2004                             | Fase de grupos                   | 4                                | 0                                | 0                                | 4                                | 2                                | 22                               |
| 2007                             | No clasificó                     | No clasificó                     | No clasificó                     | No clasificó                     | No clasificó                     | No clasificó                     | No clasificó                     |
| 2008                             | Fase de grupos                   | 3                                | 0                                | 0                                | 3                                | 2                                | 12                               |
| 2010                             | No clasificó                     | No clasificó                     | No clasificó                     | No clasificó                     | No clasificó                     | No clasificó                     | No clasificó                     |
| 2012                             | No clasificó                     | No clasificó                     | No clasificó                     | No clasificó                     | No clasificó                     | No clasificó                     | No clasificó                     |
| 2014                             | No clasificó                     | No clasificó                     | No clasificó                     | No clasificó                     | No clasificó                     | No clasificó                     | No clasificó                     |
| 2016                             | Fase de grupos                   | 3                                | 0                                | 0                                | 3                                | 4                                | 8                                |
| 2018                             | Fase de grupos                   | 4                                | 1                                | 0                                | 3                                | 4                                | 9                                |
| 2020                             | Fase de grupos                   | 4                                | 1                                | 0                                | 3                                | 6                                | 11                               |
| 2022                             | Fase de grupos                   | 4                                | 2                                | 0                                | 2                                | 10                               | 8                                |
| 2024                             | Fase de grupos                   | 4                                | 1                                | 1                                | 2                                | 7                                | 8                                |
| Total                            | 11/15                            | 38                               | 7                                | 1                                | 30                               | 46                               | 118                              |

### Copa Desafío de la AFC
| Copa Desafío de la AFC | Copa Desafío de la AFC | Copa Desafío de la AFC | Copa Desafío de la AFC | Copa Desafío de la AFC | Copa Desafío de la AFC | Copa Desafío de la AFC | Copa Desafío de la AFC |
| Año                    | Ronda                  | J                      | G                      | E                      | P                      | GF                     | GC                     |
| ---------------------- | ---------------------- | ---------------------- | ---------------------- | ---------------------- | ---------------------- | ---------------------- | ---------------------- |
| 2006                   | Fase de grupos         | 3                      | 1                      | 0                      | 2                      | 4                      | 6                      |
| 2008                   | No clasificó           | No clasificó           | No clasificó           | No clasificó           | No clasificó           | No clasificó           | No clasificó           |
| 2010                   | No clasificó           | No clasificó           | No clasificó           | No clasificó           | No clasificó           | No clasificó           | No clasificó           |
| 2012                   | No clasificó           | No clasificó           | No clasificó           | No clasificó           | No clasificó           | No clasificó           | No clasificó           |
| 2014                   | No clasificó           | No clasificó           | No clasificó           | No clasificó           | No clasificó           | No clasificó           | No clasificó           |
| Total                  | 1/5                    | 3                      | 1                      | 0                      | 2                      | 4                      | 6                      |

## Últimos partidos y próximos encuentros
Actualizado al último partido jugado el 25 de marzo de 2025
| Fecha      | Ciudad      | Local       | Resultado      | Visitante         | Competición                      |
| ---------- | ----------- | ----------- | -------------- | ----------------- | -------------------------------- |
| 22-03-2024 | Yeda        | Camboya     | 0:2            | Guinea Ecuatorial | FIFA Series 2024                 |
| 26-03-2024 | Yeda        | Camboya     | 1:4            | Guyana            | FIFA Series 2024                 |
| 07-06-2024 | Nom Pen     | Camboya     | 2:0            | Mongolia          | Partido amistoso                 |
| 11-06-2024 | Ulán Bator  | Mongolia    | 2:1            | Camboya           | Partido amistoso                 |
| 05-09-2024 | Colombo     | Sri Lanka   | 0:0            | Camboya           | Clasificación Copa Asiática 2027 |
| 10-09-2024 | Nom Pen     | Camboya     | 2:2 (2:4 pen.) | Sri Lanka         | Clasificación Copa Asiática 2027 |
| 11-10-2024 | Nom Pen     | Camboya     | 3:2            | China Taipéi      | Partido amistoso                 |
| 15-10-2024 | So Kon Po   | Hong Kong   | 3:0            | Camboya           | Partido amistoso                 |
| 16-11-2024 | Doha        | (U23) Catar | 2:1            | Camboya           | Partido amistoso                 |
| 08-12-2024 | Nom Pen     | Camboya     | 2:2            | Malasia           | Copa AFF 2024                    |
| 11-12-2024 | Bishan      | Singapur    | 2:1            | Camboya           | Copa AFF 2024                    |
| 17-12-2024 | Nom Pen     | Camboya     | 2:1            | Timor Oriental    | Copa AFF 2024                    |
| 20-12-2024 | Bangkok     | Tailandia   | 3:2            | Camboya           | Copa AFF 2024                    |
| 19-03-2025 | Thủ Dầu Một | Vietnam     | 2:1            | Camboya           | Partido amistoso                 |
| 25-03-2024 | Nom Pen     | Camboya     | 1:2            | Aruba             | Partido amistoso                 |

## Entrenadores
| Nombre                            | Nacionalidad      | Periodo                                | Juegos | Ganados | Empatados | Perdidos | Rendimiento % |
| --------------------------------- | ----------------- | -------------------------------------- | ------ | ------- | --------- | -------- | ------------- |
| Vladimir Mirka                    | Checoslovaquia    | ca. 1965                               |        |         |           |          |               |
| Joachim Fickert                   | Alemania          | Junio de 1996 – enero de 2003          |        |         |           |          |               |
| Som Saran                         | Camboya           | 2003 – Junio 2005                      |        |         |           |          |               |
| Scott O'Donnell                   | Australia         | 2005 – 2007                            | 14     | 2       | 3         | 9        | 14%           |
| Som Saran                         | Camboya           | Enero 2008 – junio de 2008             | 5      | 2       | 0         | 3        | 40%           |
| Yoo Kee-Heung                     | Corea del Sur     | Julio de 2008 – julio de 2008          | 0      | 0       | 0         | 0        | 0%            |
| Prak Sovannara                    | Camboya           | Julio de 2008 – junio de 2009          | 14     | 3       | 2         | 9        | 28%           |
| Scott O'Donnell                   | Australia         | Junio de 2009 – agosto de 2010         | 0      | 0       | 0         | 0        | 0%            |
| Lee Tae-Hoon                      | Corea del Sur     | Agosto de 2010 – mayo de 2012          | 10     | 3       | 2         | 5        | 30%           |
| Hok Sochetra                      | Camboya           | Julio de 2012 – octubre de 2012        | 5      | 0       | 1         | 4        | 5%            |
| Prak Sovannara                    | Camboya           | Diciembre de 2012 – septiembre de 2013 | 2      | 0       | 0         | 2        | 0%            |
| Lee Tae-Hoon                      | Corea del Sur     | Septiembre de 2013 – marzo de 2017     | 35     | 13      | 2         | 20       | 37%           |
| Leonardo Vitorino                 | Brasil            | Marzo de 2017 - octubre de 2017        | 7      | 1       | 0         | 6        | 14%           |
| Prak Sovannara (interino)         | Camboya           | Octubre de 2017 - agosto de 2018       | 4      | 1       | 0         | 3        | 25%           |
| Keisuke Honda y Félix Dalmás      | Japón - Argentina | Agosto de 2018 - marzo de 2021         | 13     | 3       | 9         | 3        | 77%           |
| Keisuke Honda y Ryu Hirose        | Japón - Japón     | Marzo de 2021 - enero de 2023          | 18     | 6       | 1         | 11       | 33%           |
| Félix Dalmás y Norihiro Satsukawa | Argentina - Japón | abril de 2023 - septiembre de 2024     | 11     | 2       | 3         | 6        | 27%           |
| Koji Gyotoku (interino)           | Japón             | septiembre de 2024 -                   | 4      | 1       | 0         | 3        | 25%           |

## Jugadores

### Última convocatoria
Lista de jugadores convocados para el partido amistoso ante Aruba en marzo de 2025.
| 1  | POR | Keo Soksela           | 1 de agosto de 1997 (27 años)      | 23 | 0 | Visakha                     |  |  |
| 21 | POR | Vireak Dara           | 30 de octubre de 2003 (21 años)    | 7  | 0 | Preah Khan Reach Svay Rieng |  |  |
| 22 | POR | Reth Lyheng           | 1 de enero de 2004 (21 años)       | 2  | 0 | Nagaworld                   |  |  |
|    |     |                       |                                    |    |   |                             |  |  |
| 2  | DEF | Taing Bunchhai        | 28 de diciembre de 2002 (22 años)  | 3  | 0 | Boeung Ket                  |  |  |
| 3  | DEF | Takaki Ose            | 19 de octubre de 1995 (29 años)    | 6  | 0 | Phnom Penh Crown            |  |  |
| 4  | DEF | Kan Mo                | 24 de septiembre de 1992 (32 años) | 8  | 0 | Visakha                     |  |  |
| 5  | DEF | Soeuy Visal           | 19 de agosto de 1995 (29 años)     | 85 | 5 | Preah Khan Reach Svay Rieng |  |  |
| 13 | DEF | Sareth Krya           | 3 de marzo de 1996 (29 años)       | 37 | 1 | Preah Khan Reach Svay Rieng |  |  |
| 16 | DEF | Phat Sokha            | 2 de marzo de 2003 (22 años)       | 0  | 0 | Nagaworld                   |  |  |
| 18 | DEF | Ouk Sovann            | 15 de mayo de 1998 (27 años)       | 15 | 0 | Visakha                     |  |  |
|    |     |                       |                                    |    |   |                             |  |  |
| 6  | MED | Yudai Ogawa           | 4 de octubre de 1996 (28 años)     | 16 | 1 | Phnom Penh Crown            |  |  |
| 11 | MED | Nick Taylor           | 2 de septiembre de 1998 (26 años)  | 22 | 2 | Preah Khan Reach Svay Rieng |  |  |
| 12 | MED | Sos Suhana            | 4 de abril de 1992 (33 años)       | 78 | 4 | Nagaworld                   |  |  |
| 15 | MED | Bong Samuel           | 25 de septiembre de 2005 (19 años) | 2  | 1 | Phnom Penh Crown            |  |  |
| 17 | MED | Sin Kakada            | 29 de julio de 2000 (24 años)      | 10 | 0 | Visakha                     |  |  |
| 19 | MED | Sin Sovannmakara      | 6 de diciembre de 2004 (20 años)   | 6  | 0 | Visakha                     |  |  |
|    |     |                       |                                    |    |   |                             |  |  |
| 7  | DEL | Lim Pisoth            | 29 de agosto de 2001 (23 años)     | 28 | 2 | Phnom Penh Crown            |  |  |
| 8  | DEL | Nhean Sosidan         | 11 de octubre de 2002 (22 años)    | 14 | 1 | Preah Khan Reach Svay Rieng |  |  |
| 9  | DEL | Sieng Chanthea        | 9 de septiembre de 2002 (22 años)  | 42 | 8 | Boeung Ket                  |  |  |
| 10 | DEL | Andrés Nieto          | 29 de abril de 1996 (29 años)      | 4  | 1 | Phnom Penh Crown            |  |  |
| 14 | DEL | Hav Soknet            | 3 de agosto de 2003 (21 años)      | 5  | 1 | ISI Dangkor Senchey         |  |  |
| 20 | DEL | Abdel Kader Coulibaly | 18 de junio de 1993 (32 años)      | 6  | 2 | Angkor Tiger                |  |  |
| 23 | DEL | Sor Rotana            | 9 de octubre de 2002 (22 años)     | 15 | 1 | Visakha                     |  |  |